# Liste des planètes mineures (776001-777000)
Voici la liste des planètes mineures numérotées de 776001 à 777000. Les planètes mineures sont numérotées lorsque leur orbite est confirmée, ce qui peut parfois se produire longtemps après leur découverte. Elles sont classées ici par leur numéro.

## Planètes mineures 776001 à 777000
- (776001) 2007 RB355
- (776002) 2007 RR355
- (776003) 2007 RY356
- (776004) 2007 RM357
- (776005) 2007 RG359
- (776006) 2007 RO359
- (776007) 2007 RA362
- (776008) 2007 RB365
- (776009) 2007 RA366
- (776010) 2007 RD366
- (776011) 2007 RN366
- (776012) 2007 RR366
- (776013) 2007 RB367
- (776014) 2007 RF367
- (776015) 2007 RL367
- (776016) 2007 RX368
- (776017) 2007 RB369
- (776018) 2007 RV369
- (776019) 2007 RF370
- (776020) 2007 RC371
- (776021) 2007 RN371
- (776022) 2007 RP371
- (776023) 2007 RU372
- (776024) 2007 RY372
- (776025) 2007 RM373
- (776026) 2007 RX373
- (776027) 2007 RX374
- (776028) 2007 RY375
- (776029) 2007 RA377
- (776030) 2007 RL377
- (776031) 2007 RE378
- (776032) 2007 RP378
- (776033) 2007 RX378
- (776034) 2007 RG379
- (776035) 2007 RJ379
- (776036) 2007 RA380
- (776037) 2007 RO380
- (776038) 2007 RW381
- (776039) 2007 RM382
- (776040) 2007 RA383
- (776041) 2007 RD383
- (776042) 2007 RY383
- (776043) 2007 RF384
- (776044) 2007 RE386
- (776045) 2007 SJ8
- (776046) 2007 SY24
- (776047) 2007 ST26
- (776048) 2007 SV26
- (776049) 2007 SA27
- (776050) 2007 SO27
- (776051) 2007 SU27
- (776052) 2007 SZ27
- (776053) 2007 SU28
- (776054) 2007 TJ3
- (776055) 2007 TR3
- (776056) 2007 TF40
- (776057) 2007 TV42
- (776058) 2007 TX47
- (776059) 2007 TZ60
- (776060) 2007 TG81
- (776061) 2007 TU82
- (776062) 2007 TV90
- (776063) 2007 TG96
- (776064) 2007 TF99
- (776065) 2007 TV99
- (776066) 2007 TS117
- (776067) 2007 TS125
- (776068) 2007 TU127
- (776069) 2007 TF136
- (776070) 2007 TV137
- (776071) 2007 TR139
- (776072) 2007 TC167
- (776073) 2007 TG171
- (776074) 2007 TR175
- (776075) 2007 TM176
- (776076) 2007 TP177
- (776077) 2007 TC189
- (776078) 2007 TG190
- (776079) 2007 TC197
- (776080) 2007 TD197
- (776081) 2007 TY199
- (776082) 2007 TX202
- (776083) 2007 TF207
- (776084) 2007 TK207
- (776085) 2007 TR212
- (776086) 2007 TO218
- (776087) 2007 TW222
- (776088) 2007 TP225
- (776089) 2007 TG230
- (776090) 2007 TG234
- (776091) 2007 TF250
- (776092) 2007 TP254
- (776093) 2007 TE257
- (776094) 2007 TU257
- (776095) 2007 TR261
- (776096) 2007 TA270
- (776097) 2007 TK271
- (776098) 2007 TL274
- (776099) 2007 TD276
- (776100) 2007 TT276
- (776101) 2007 TN278
- (776102) 2007 TK281
- (776103) 2007 TW296
- (776104) 2007 TO302
- (776105) 2007 TA304
- (776106) 2007 TX309
- (776107) 2007 TH310
- (776108) 2007 TN312
- (776109) 2007 TH318
- (776110) 2007 TE326
- (776111) 2007 TY330
- (776112) 2007 TG333
- (776113) 2007 TZ340
- (776114) 2007 TS341
- (776115) 2007 TS345
- (776116) 2007 TD358
- (776117) 2007 TW359
- (776118) 2007 TJ378
- (776119) 2007 TF380
- (776120) 2007 TX382
- (776121) 2007 TR383
- (776122) 2007 TY384
- (776123) 2007 TT385
- (776124) 2007 TY385
- (776125) 2007 TW387
- (776126) 2007 TZ393
- (776127) 2007 TP394
- (776128) 2007 TF396
- (776129) 2007 TJ397
- (776130) 2007 TF398
- (776131) 2007 TZ398
- (776132) 2007 TW402
- (776133) 2007 TY406
- (776134) 2007 TK407
- (776135) 2007 TD410
- (776136) 2007 TN429
- (776137) 2007 TQ439
- (776138) 2007 TQ446
- (776139) 2007 TR449
- (776140) 2007 TD450
- (776141) 2007 TZ452
- (776142) 2007 TN461
- (776143) 2007 TU461
- (776144) 2007 TF462
- (776145) 2007 TR463
- (776146) 2007 TA464
- (776147) 2007 TF464
- (776148) 2007 TY464
- (776149) 2007 TA465
- (776150) 2007 TO465
- (776151) 2007 TN468
- (776152) 2007 TB471
- (776153) 2007 TB472
- (776154) 2007 TE472
- (776155) 2007 TD473
- (776156) 2007 TL473
- (776157) 2007 TQ473
- (776158) 2007 TA476
- (776159) 2007 TN478
- (776160) 2007 TY479
- (776161) 2007 TC480
- (776162) 2007 TF480
- (776163) 2007 TH480
- (776164) 2007 TL481
- (776165) 2007 TC482
- (776166) 2007 TD482
- (776167) 2007 TE482
- (776168) 2007 TE483
- (776169) 2007 TK483
- (776170) 2007 TM483
- (776171) 2007 TQ483
- (776172) 2007 TH485
- (776173) 2007 TT485
- (776174) 2007 TW485
- (776175) 2007 TA486
- (776176) 2007 TU486
- (776177) 2007 TE487
- (776178) 2007 TT489
- (776179) 2007 TQ492
- (776180) 2007 TL493
- (776181) 2007 TH494
- (776182) 2007 TP494
- (776183) 2007 TE495
- (776184) 2007 TF495
- (776185) 2007 TH495
- (776186) 2007 TH496
- (776187) 2007 TW497
- (776188) 2007 TK498
- (776189) 2007 TV499
- (776190) 2007 TX499
- (776191) 2007 TB500
- (776192) 2007 TN502
- (776193) 2007 TB504
- (776194) 2007 TC504
- (776195) 2007 TU504
- (776196) 2007 TV505
- (776197) 2007 TX505
- (776198) 2007 TA506
- (776199) 2007 TL507
- (776200) 2007 TA509
- (776201) 2007 TS509
- (776202) 2007 TT509
- (776203) 2007 TA510
- (776204) 2007 TE510
- (776205) 2007 TM510
- (776206) 2007 TN511
- (776207) 2007 TR512
- (776208) 2007 TD513
- (776209) 2007 UA4
- (776210) 2007 UR17
- (776211) 2007 UG26
- (776212) 2007 UB28
- (776213) 2007 UW29
- (776214) 2007 UM34
- (776215) 2007 UT39
- (776216) 2007 UL54
- (776217) 2007 UQ68
- (776218) 2007 UZ68
- (776219) 2007 UQ69
- (776220) 2007 UL73
- (776221) 2007 UP75
- (776222) 2007 UF82
- (776223) 2007 UX83
- (776224) 2007 US85
- (776225) 2007 UY94
- (776226) 2007 UE97
- (776227) 2007 UO102
- (776228) 2007 UJ106
- (776229) 2007 UH107
- (776230) 2007 UN109
- (776231) 2007 UY111
- (776232) 2007 UB117
- (776233) 2007 UF120
- (776234) 2007 UH120
- (776235) 2007 UC131
- (776236) 2007 UM133
- (776237) 2007 UZ138
- (776238) 2007 UH141
- (776239) 2007 UZ144
- (776240) 2007 UC147
- (776241) 2007 UV149
- (776242) 2007 UJ150
- (776243) 2007 UK150
- (776244) 2007 UQ150
- (776245) 2007 UZ150
- (776246) 2007 UF151
- (776247) 2007 UK154
- (776248) 2007 UM154
- (776249) 2007 UB155
- (776250) 2007 UG156
- (776251) 2007 UR156
- (776252) 2007 UV156
- (776253) 2007 UX156
- (776254) 2007 UA157
- (776255) 2007 UA160
- (776256) 2007 UP160
- (776257) 2007 UC161
- (776258) 2007 UK161
- (776259) 2007 UL162
- (776260) 2007 UX162
- (776261) 2007 UB164
- (776262) 2007 UW165
- (776263) 2007 US166
- (776264) 2007 UD167
- (776265) 2007 UP167
- (776266) 2007 UW167
- (776267) 2007 UA168
- (776268) 2007 UA169
- (776269) 2007 UQ169
- (776270) 2007 VP10
- (776271) 2007 VS13
- (776272) 2007 VJ19
- (776273) 2007 VJ22
- (776274) 2007 VM29
- (776275) 2007 VY31
- (776276) 2007 VP33
- (776277) 2007 VK34
- (776278) 2007 VX34
- (776279) 2007 VF37
- (776280) 2007 VH39
- (776281) 2007 VX39
- (776282) 2007 VX43
- (776283) 2007 VD44
- (776284) 2007 VR44
- (776285) 2007 VK47
- (776286) 2007 VU57
- (776287) 2007 VV59
- (776288) 2007 VE61
- (776289) 2007 VE66
- (776290) 2007 VU67
- (776291) 2007 VH68
- (776292) 2007 VW70
- (776293) 2007 VA73
- (776294) 2007 VO74
- (776295) 2007 VQ75
- (776296) 2007 VD77
- (776297) 2007 VP84
- (776298) 2007 VH94
- (776299) 2007 VT95
- (776300) 2007 VH97
- (776301) 2007 VM97
- (776302) 2007 VK101
- (776303) 2007 VN103
- (776304) 2007 VL106
- (776305) 2007 VT109
- (776306) 2007 VT112
- (776307) 2007 VW117
- (776308) 2007 VZ124
- (776309) 2007 VZ130
- (776310) 2007 VC146
- (776311) 2007 VT147
- (776312) 2007 VR150
- (776313) 2007 VB152
- (776314) 2007 VS154
- (776315) 2007 VZ155
- (776316) 2007 VB157
- (776317) 2007 VC160
- (776318) 2007 VT164
- (776319) 2007 VF172
- (776320) 2007 VT176
- (776321) 2007 VL177
- (776322) 2007 VJ182
- (776323) 2007 VU185
- (776324) 2007 VY193
- (776325) 2007 VH196
- (776326) 2007 VF198
- (776327) 2007 VC200
- (776328) 2007 VB201
- (776329) 2007 VL202
- (776330) 2007 VN203
- (776331) 2007 VF204
- (776332) 2007 VH205
- (776333) 2007 VE206
- (776334) 2007 VQ209
- (776335) 2007 VA212
- (776336) 2007 VM221
- (776337) 2007 VO221
- (776338) 2007 VU242
- (776339) 2007 VL245
- (776340) 2007 VM258
- (776341) 2007 VL259
- (776342) 2007 VQ259
- (776343) 2007 VM264
- (776344) 2007 VK272
- (776345) 2007 VS274
- (776346) 2007 VY277
- (776347) 2007 VR279
- (776348) 2007 VW280
- (776349) 2007 VB283
- (776350) 2007 VM283
- (776351) 2007 VR283
- (776352) 2007 VY293
- (776353) 2007 VJ294
- (776354) 2007 VK296
- (776355) 2007 VM307
- (776356) 2007 VK308
- (776357) 2007 VT322
- (776358) 2007 VU322
- (776359) 2007 VY336
- (776360) 2007 VG343
- (776361) 2007 VU344
- (776362) 2007 VL345
- (776363) 2007 VV346
- (776364) 2007 VJ347
- (776365) 2007 VP347
- (776366) 2007 VQ347
- (776367) 2007 VU349
- (776368) 2007 VZ349
- (776369) 2007 VK351
- (776370) 2007 VL351
- (776371) 2007 VA352
- (776372) 2007 VJ352
- (776373) 2007 VP352
- (776374) 2007 VR352
- (776375) 2007 VS353
- (776376) 2007 VW353
- (776377) 2007 VM354
- (776378) 2007 VN354
- (776379) 2007 VC355
- (776380) 2007 VV355
- (776381) 2007 VP356
- (776382) 2007 VA357
- (776383) 2007 VJ357
- (776384) 2007 VC358
- (776385) 2007 VD358
- (776386) 2007 VQ359
- (776387) 2007 VA361
- (776388) 2007 VY361
- (776389) 2007 VA362
- (776390) 2007 VF363
- (776391) 2007 VM363
- (776392) 2007 VC365
- (776393) 2007 VF365
- (776394) 2007 VK365
- (776395) 2007 VC366
- (776396) 2007 VJ368
- (776397) 2007 VL369
- (776398) 2007 VW370
- (776399) 2007 VN372
- (776400) 2007 VS373
- (776401) 2007 VZ373
- (776402) 2007 VP374
- (776403) 2007 VH375
- (776404) 2007 VN376
- (776405) 2007 VW380
- (776406) 2007 VU381
- (776407) 2007 VV382
- (776408) 2007 VJ383
- (776409) 2007 VT383
- (776410) 2007 VG384
- (776411) 2007 VP384
- (776412) 2007 VR384
- (776413) 2007 VS385
- (776414) 2007 VX385
- (776415) 2007 VG386
- (776416) 2007 VO386
- (776417) 2007 VG387
- (776418) 2007 VQ387
- (776419) 2007 VU387
- (776420) 2007 VS388
- (776421) 2007 WU2
- (776422) 2007 WY11
- (776423) 2007 WS14
- (776424) 2007 WG29
- (776425) 2007 WB30
- (776426) 2007 WR30
- (776427) 2007 WM37
- (776428) 2007 WW37
- (776429) 2007 WE38
- (776430) 2007 WT43
- (776431) 2007 WJ46
- (776432) 2007 WG49
- (776433) 2007 WW56
- (776434) 2007 WP58
- (776435) 2007 WB61
- (776436) 2007 WW62
- (776437) 2007 WF66
- (776438) 2007 WF67
- (776439) 2007 WM67
- (776440) 2007 WW67
- (776441) 2007 WZ67
- (776442) 2007 WE68
- (776443) 2007 WP68
- (776444) 2007 WH69
- (776445) 2007 WU69
- (776446) 2007 WS70
- (776447) 2007 WY70
- (776448) 2007 WB71
- (776449) 2007 WG71
- (776450) 2007 WM71
- (776451) 2007 WQ71
- (776452) 2007 WD72
- (776453) 2007 WQ72
- (776454) 2007 WT72
- (776455) 2007 WH73
- (776456) 2007 WZ73
- (776457) 2007 WU74
- (776458) 2007 WA76
- (776459) 2007 XA4
- (776460) 2007 XC6
- (776461) 2007 XZ28
- (776462) 2007 XY43
- (776463) 2007 XB44
- (776464) 2007 XH45
- (776465) 2007 XF48
- (776466) 2007 XB49
- (776467) 2007 XY51
- (776468) 2007 XZ53
- (776469) 2007 XY54
- (776470) 2007 XP59
- (776471) 2007 XB64
- (776472) 2007 XO66
- (776473) 2007 XY66
- (776474) 2007 XD67
- (776475) 2007 XN68
- (776476) 2007 XT69
- (776477) 2007 XP70
- (776478) 2007 XK71
- (776479) 2007 YS2
- (776480) 2007 YX13
- (776481) 2007 YF15
- (776482) 2007 YO38
- (776483) 2007 YW39
- (776484) 2007 YW66
- (776485) 2007 YY69
- (776486) 2007 YB70
- (776487) 2007 YP71
- (776488) 2007 YG75
- (776489) 2007 YE81
- (776490) 2007 YH81
- (776491) 2007 YS81
- (776492) 2007 YC82
- (776493) 2007 YA83
- (776494) 2007 YJ83
- (776495) 2007 YU83
- (776496) 2007 YY83
- (776497) 2007 YN84
- (776498) 2007 YZ84
- (776499) 2007 YF85
- (776500) 2007 YQ85
- (776501) 2007 YS85
- (776502) 2007 YT85
- (776503) 2007 YV85
- (776504) 2007 YT86
- (776505) 2007 YX86
- (776506) 2007 YQ87
- (776507) 2007 YQ88
- (776508) 2007 YK89
- (776509) 2007 YE90
- (776510) 2007 YG90
- (776511) 2007 YW91
- (776512) 2007 YR92
- (776513) 2007 YG93
- (776514) 2007 YJ93
- (776515) 2007 YB94
- (776516) 2007 YQ94
- (776517) 2007 YZ94
- (776518) 2007 YA95
- (776519) 2007 YM95
- (776520) 2007 YW95
- (776521) 2007 YG96
- (776522) 2007 YP97
- (776523) 2007 YW97
- (776524) 2007 YX98
- (776525) 2008 AA21
- (776526) 2008 AM21
- (776527) 2008 AA22
- (776528) 2008 AS29
- (776529) 2008 AU37
- (776530) 2008 AH40
- (776531) 2008 AK40
- (776532) 2008 AU45
- (776533) 2008 AY46
- (776534) 2008 AC47
- (776535) 2008 AV52
- (776536) 2008 AF53
- (776537) 2008 AG53
- (776538) 2008 AX53
- (776539) 2008 AU56
- (776540) 2008 AH57
- (776541) 2008 AB58
- (776542) 2008 AP61
- (776543) 2008 AA66
- (776544) 2008 AB66
- (776545) 2008 AN70
- (776546) 2008 AG73
- (776547) 2008 AM82
- (776548) 2008 AR92
- (776549) 2008 AS92
- (776550) 2008 AB94
- (776551) 2008 AN94
- (776552) 2008 AC96
- (776553) 2008 AH114
- (776554) 2008 AX117
- (776555) 2008 AV118
- (776556) 2008 AQ120
- (776557) 2008 AX122
- (776558) 2008 AT127
- (776559) 2008 AW127
- (776560) 2008 AP138
- (776561) 2008 AH139
- (776562) 2008 AQ140
- (776563) 2008 AF142
- (776564) 2008 AA143
- (776565) 2008 AL143
- (776566) 2008 AP144
- (776567) 2008 AK145
- (776568) 2008 AP145
- (776569) 2008 AQ145
- (776570) 2008 AR145
- (776571) 2008 AU146
- (776572) 2008 AS147
- (776573) 2008 AT147
- (776574) 2008 AJ148
- (776575) 2008 AO148
- (776576) 2008 AU148
- (776577) 2008 AW148
- (776578) 2008 AJ149
- (776579) 2008 AO149
- (776580) 2008 AY150
- (776581) 2008 AG151
- (776582) 2008 AH151
- (776583) 2008 AN151
- (776584) 2008 AN152
- (776585) 2008 AG153
- (776586) 2008 AF154
- (776587) 2008 AK154
- (776588) 2008 AM154
- (776589) 2008 AM158
- (776590) 2008 AZ158
- (776591) 2008 AA159
- (776592) 2008 AB159
- (776593) 2008 AQ159
- (776594) 2008 BT
- (776595) 2008 BL1
- (776596) 2008 BB5
- (776597) 2008 BW7
- (776598) 2008 BW13
- (776599) 2008 BT23
- (776600) 2008 BM27
- (776601) 2008 BQ27
- (776602) 2008 BK30
- (776603) 2008 BG39
- (776604) 2008 BW39
- (776605) 2008 BR50
- (776606) 2008 BU51
- (776607) 2008 BM57
- (776608) 2008 BX57
- (776609) 2008 BE58
- (776610) 2008 BC59
- (776611) 2008 BL59
- (776612) 2008 BQ60
- (776613) 2008 BT60
- (776614) 2008 BB61
- (776615) 2008 BN61
- (776616) 2008 BF62
- (776617) 2008 CL1
- (776618) 2008 CP4
- (776619) 2008 CV4
- (776620) 2008 CY6
- (776621) 2008 CQ7
- (776622) 2008 CJ11
- (776623) 2008 CZ12
- (776624) 2008 CF13
- (776625) 2008 CG16
- (776626) 2008 CM26
- (776627) 2008 CY26
- (776628) 2008 CM31
- (776629) 2008 CZ35
- (776630) 2008 CN36
- (776631) 2008 CS36
- (776632) 2008 CF37
- (776633) 2008 CC38
- (776634) 2008 CN39
- (776635) 2008 CU39
- (776636) 2008 CW42
- (776637) 2008 CH43
- (776638) 2008 CX43
- (776639) 2008 CX54
- (776640) 2008 CH55
- (776641) 2008 CU56
- (776642) 2008 CB59
- (776643) 2008 CR59
- (776644) 2008 CB64
- (776645) 2008 CP69
- (776646) 2008 CN72
- (776647) 2008 CS72
- (776648) 2008 CE79
- (776649) 2008 CR79
- (776650) 2008 CF88
- (776651) 2008 CK88
- (776652) 2008 CT92
- (776653) 2008 CZ94
- (776654) 2008 CB102
- (776655) 2008 CK102
- (776656) 2008 CA103
- (776657) 2008 CC109
- (776658) 2008 CA113
- (776659) 2008 CY125
- (776660) 2008 CM127
- (776661) 2008 CN133
- (776662) 2008 CH134
- (776663) 2008 CX141
- (776664) 2008 CF145
- (776665) 2008 CY145
- (776666) 2008 CL146
- (776667) 2008 CW151
- (776668) 2008 CA152
- (776669) 2008 CD153
- (776670) 2008 CL154
- (776671) 2008 CH155
- (776672) 2008 CR160
- (776673) 2008 CB162
- (776674) 2008 CY162
- (776675) 2008 CN164
- (776676) 2008 CR167
- (776677) 2008 CU167
- (776678) 2008 CM169
- (776679) 2008 CO169
- (776680) 2008 CX171
- (776681) 2008 CM173
- (776682) 2008 CA174
- (776683) 2008 CM198
- (776684) 2008 CP203
- (776685) 2008 CD206
- (776686) 2008 CV212
- (776687) 2008 CF219
- (776688) 2008 CG224
- (776689) 2008 CO224
- (776690) 2008 CB225
- (776691) 2008 CH225
- (776692) 2008 CE226
- (776693) 2008 CN226
- (776694) 2008 CQ226
- (776695) 2008 CR226
- (776696) 2008 CB227
- (776697) 2008 CU227
- (776698) 2008 CC230
- (776699) 2008 CY230
- (776700) 2008 CG231
- (776701) 2008 CS231
- (776702) 2008 CE232
- (776703) 2008 CH232
- (776704) 2008 CS232
- (776705) 2008 CT232
- (776706) 2008 CN233
- (776707) 2008 CS233
- (776708) 2008 CF234
- (776709) 2008 CS234
- (776710) 2008 CT234
- (776711) 2008 CU234
- (776712) 2008 CC235
- (776713) 2008 CK235
- (776714) 2008 CL235
- (776715) 2008 CR235
- (776716) 2008 CP236
- (776717) 2008 CF237
- (776718) 2008 CT237
- (776719) 2008 CG239
- (776720) 2008 CU239
- (776721) 2008 CB240
- (776722) 2008 CQ241
- (776723) 2008 CT241
- (776724) 2008 CV241
- (776725) 2008 CG242
- (776726) 2008 CL243
- (776727) 2008 CV243
- (776728) 2008 CX243
- (776729) 2008 CK244
- (776730) 2008 CO244
- (776731) 2008 CH245
- (776732) 2008 CJ245
- (776733) 2008 CF246
- (776734) 2008 CQ246
- (776735) 2008 CO247
- (776736) 2008 CE248
- (776737) 2008 CQ249
- (776738) 2008 CG250
- (776739) 2008 CP250
- (776740) 2008 CE251
- (776741) 2008 CY251
- (776742) 2008 DT1
- (776743) 2008 DN6
- (776744) 2008 DX12
- (776745) 2008 DA14
- (776746) 2008 DM37
- (776747) 2008 DU41
- (776748) 2008 DX59
- (776749) 2008 DE63
- (776750) 2008 DM63
- (776751) 2008 DR64
- (776752) 2008 DW65
- (776753) 2008 DJ68
- (776754) 2008 DU74
- (776755) 2008 DU77
- (776756) 2008 DD81
- (776757) 2008 DN87
- (776758) 2008 DQ91
- (776759) 2008 DU93
- (776760) 2008 DY93
- (776761) 2008 DL94
- (776762) 2008 DV94
- (776763) 2008 DY94
- (776764) 2008 DV96
- (776765) 2008 DZ97
- (776766) 2008 DD98
- (776767) 2008 DM98
- (776768) 2008 DD99
- (776769) 2008 DY99
- (776770) 2008 DM100
- (776771) 2008 EF2
- (776772) 2008 ER2
- (776773) 2008 EJ11
- (776774) 2008 EK17
- (776775) 2008 EE22
- (776776) 2008 EU23
- (776777) 2008 EA28
- (776778) 2008 EQ30
- (776779) 2008 EX30
- (776780) 2008 EQ31
- (776781) 2008 EE36
- (776782) 2008 EY43
- (776783) 2008 EQ48
- (776784) 2008 EL56
- (776785) 2008 EH58
- (776786) 2008 EZ61
- (776787) 2008 EB64
- (776788) 2008 EC64
- (776789) 2008 EM64
- (776790) 2008 EY65
- (776791) 2008 ET72
- (776792) 2008 EU77
- (776793) 2008 ER101
- (776794) 2008 ES105
- (776795) 2008 EJ114
- (776796) 2008 ET115
- (776797) 2008 EX119
- (776798) 2008 EA126
- (776799) 2008 EG129
- (776800) 2008 EJ131
- (776801) 2008 EN134
- (776802) 2008 EO137
- (776803) 2008 EA138
- (776804) 2008 ER152
- (776805) 2008 EV157
- (776806) 2008 EC158
- (776807) 2008 EU159
- (776808) 2008 EJ160
- (776809) 2008 EU160
- (776810) 2008 EG174
- (776811) 2008 ET176
- (776812) 2008 EP178
- (776813) 2008 EA180
- (776814) 2008 EG183
- (776815) 2008 ET184
- (776816) 2008 EC185
- (776817) 2008 ER185
- (776818) 2008 EX188
- (776819) 2008 EE189
- (776820) 2008 EG189
- (776821) 2008 EN189
- (776822) 2008 EO189
- (776823) 2008 EK192
- (776824) 2008 EG193
- (776825) 2008 EA194
- (776826) 2008 EB194
- (776827) 2008 EC194
- (776828) 2008 EH194
- (776829) 2008 EL196
- (776830) 2008 EU196
- (776831) 2008 EE198
- (776832) 2008 EN198
- (776833) 2008 EA199
- (776834) 2008 EK199
- (776835) 2008 EQ199
- (776836) 2008 FJ1
- (776837) 2008 FH3
- (776838) 2008 FP13
- (776839) 2008 FW16
- (776840) 2008 FP17
- (776841) 2008 FM18
- (776842) 2008 FB19
- (776843) 2008 FZ29
- (776844) 2008 FW32
- (776845) 2008 FN35
- (776846) 2008 FW35
- (776847) 2008 FU42
- (776848) 2008 FV43
- (776849) 2008 FV44
- (776850) 2008 FU46
- (776851) 2008 FL47
- (776852) 2008 FP61
- (776853) 2008 FF65
- (776854) 2008 FU67
- (776855) 2008 FJ75
- (776856) 2008 FV81
- (776857) 2008 FN83
- (776858) 2008 FM95
- (776859) 2008 FM97
- (776860) 2008 FS97
- (776861) 2008 FQ98
- (776862) 2008 FL100
- (776863) 2008 FN106
- (776864) 2008 FY108
- (776865) 2008 FC109
- (776866) 2008 FG118
- (776867) 2008 FL121
- (776868) 2008 FS125
- (776869) 2008 FN139
- (776870) 2008 FX139
- (776871) 2008 FX141
- (776872) 2008 FA144
- (776873) 2008 FC144
- (776874) 2008 FG144
- (776875) 2008 FE145
- (776876) 2008 FT146
- (776877) 2008 FP147
- (776878) 2008 FR147
- (776879) 2008 FX147
- (776880) 2008 FF148
- (776881) 2008 FT148
- (776882) 2008 FD149
- (776883) 2008 FE149
- (776884) 2008 FY149
- (776885) 2008 FZ149
- (776886) 2008 FK150
- (776887) 2008 GQ2
- (776888) 2008 GP14
- (776889) 2008 GZ14
- (776890) 2008 GD24
- (776891) 2008 GR25
- (776892) 2008 GL32
- (776893) 2008 GC33
- (776894) 2008 GB46
- (776895) 2008 GT57
- (776896) 2008 GY58
- (776897) 2008 GJ59
- (776898) 2008 GS61
- (776899) 2008 GC62
- (776900) 2008 GM65
- (776901) 2008 GD73
- (776902) 2008 GP74
- (776903) 2008 GH76
- (776904) 2008 GK76
- (776905) 2008 GO78
- (776906) 2008 GT83
- (776907) 2008 GX85
- (776908) 2008 GY86
- (776909) 2008 GC91
- (776910) 2008 GN99
- (776911) 2008 GG106
- (776912) 2008 GD111
- (776913) 2008 GD116
- (776914) 2008 GJ137
- (776915) 2008 GG141
- (776916) 2008 GL150
- (776917) 2008 GQ152
- (776918) 2008 GJ154
- (776919) 2008 GQ154
- (776920) 2008 GG156
- (776921) 2008 GQ156
- (776922) 2008 GK157
- (776923) 2008 GE158
- (776924) 2008 GL161
- (776925) 2008 GD162
- (776926) 2008 GX162
- (776927) 2008 GL165
- (776928) 2008 GT165
- (776929) 2008 GD166
- (776930) 2008 GN166
- (776931) 2008 GT166
- (776932) 2008 GV166
- (776933) 2008 GA169
- (776934) 2008 GD169
- (776935) 2008 GV171
- (776936) 2008 GA172
- (776937) 2008 GH173
- (776938) 2008 GA174
- (776939) 2008 GC174
- (776940) 2008 GG174
- (776941) 2008 GT175
- (776942) 2008 GF178
- (776943) 2008 HZ13
- (776944) 2008 HQ20
- (776945) 2008 HY23
- (776946) 2008 HZ23
- (776947) 2008 HM28
- (776948) 2008 HN30
- (776949) 2008 HV32
- (776950) 2008 HG33
- (776951) 2008 HL35
- (776952) 2008 HY47
- (776953) 2008 HP48
- (776954) 2008 HU52
- (776955) 2008 HS53
- (776956) 2008 HP66
- (776957) 2008 HX66
- (776958) 2008 HJ68
- (776959) 2008 HK73
- (776960) 2008 HC75
- (776961) 2008 HE75
- (776962) 2008 HD77
- (776963) 2008 HT77
- (776964) 2008 HD78
- (776965) 2008 HE78
- (776966) 2008 HQ78
- (776967) 2008 HE79
- (776968) 2008 JJ3
- (776969) 2008 JG11
- (776970) 2008 JN16
- (776971) 2008 JD17
- (776972) 2008 JS22
- (776973) 2008 JA40
- (776974) 2008 JY43
- (776975) 2008 JL44
- (776976) 2008 JT44
- (776977) 2008 JZ44
- (776978) 2008 JK48
- (776979) 2008 JC49
- (776980) 2008 JL49
- (776981) 2008 JP49
- (776982) 2008 JD51
- (776983) 2008 JY51
- (776984) 2008 JA52
- (776985) 2008 JF52
- (776986) 2008 JK52
- (776987) 2008 JQ52
- (776988) 2008 JR53
- (776989) 2008 JJ54
- (776990) 2008 JQ55
- (776991) 2008 KW7
- (776992) 2008 KS13
- (776993) 2008 KC16
- (776994) 2008 KA23
- (776995) 2008 KQ26
- (776996) 2008 KV44
- (776997) 2008 KD47
- (776998) 2008 KK47
- (776999) 2008 KG48
- (777000) 2008 KY48